# 重見柾斗
重見 柾斗（しげみ まさと、2001年9月20日 - ）は、大分県出身のサッカー選手。ポジションはミッドフィールダー。

## 略歴
大分高校では2年時と3年時に全国高等学校サッカー選手権大会に出場。その活躍からJリーグクラブも関心を寄せていたが、結局声は掛からず福岡大学に進学した。
2023年3月24日、2024年シーズンからのアビスパ福岡加入内定が発表された。その後、特別指定選手としてチームに登録され、4月5日のルヴァンカップ・鹿島アントラーズ戦で公式戦デビューを飾った。6月30日、FC東京戦でプロ初ゴール。

## 所属クラブ
- 田尻SSS
- 大分中学校
- 大分高校
- 福岡大学
  - 2023年  アビスパ福岡（特別指定選手）
- 2024年 -  アビスパ福岡

## 個人成績
| 国内大会個人成績 | 国内大会個人成績 | 国内大会個人成績 | 国内大会個人成績 | 国内大会個人成績 | 国内大会個人成績 | 国内大会個人成績 | 国内大会個人成績 | 国内大会個人成績 | 国内大会個人成績 | 国内大会個人成績 | 国内大会個人成績 |
| 年度             | クラブ           | 背番号           | リーグ           | リーグ戦         | リーグ戦         | リーグ杯         | リーグ杯         | オープン杯       | オープン杯       | 期間通算         | 期間通算         |
| 年度             | クラブ           | 背番号           | リーグ           | 出場             | 得点             | 出場             | 得点             | 出場             | 得点             | 出場             | 得点             |
| 日本             | 日本             | 日本             | 日本             | リーグ戦         | リーグ戦         | リーグ杯         | リーグ杯         | 天皇杯           | 天皇杯           | 期間通算         | 期間通算         |
| ---------------- | ---------------- | ---------------- | ---------------- | ---------------- | ---------------- | ---------------- | ---------------- | ---------------- | ---------------- | ---------------- | ---------------- |
| 2023             | 福岡             | 30               | J1               | 5                | 0                | 2                | 0                | -                | -                | 7                | 0                |
| 2024             | 福岡             | 30               | J1               | 35               | 1                | 2                | 0                | 2                | 0                | 39               | 1                |
| 2025             | 福岡             | 30               | J1               |                  |                  |                  |                  |                  |                  |                  |                  |
| 通算             | 日本             | 日本             | J1               | 40               | 1                | 4                | 0                | 2                | 0                | 46               | 1                |
| 総通算           | 総通算           | 総通算           | 総通算           | 40               | 1                | 4                | 0                | 2                | 0                | 46               | 1                |

- 2023年は特別指定選手

出場歴
- Jリーグ初出場 - 2023年5月3日 J1第11節 FC東京戦 (ベスト電器スタジアム)
- Jリーグ初得点 - 2024年6月30日 J1第21節 FC東京戦 (味の素スタジアム)

## 代表歴
- U-22日本代表
  - アジア競技大会サッカー競技（2023年）